# Romain Bellenger
Romain Jacques Bellenger (Parigi, 18 gennaio 1894 – Cahors, 25 novembre 1981) è stato un ciclista su strada e dirigente sportivo francese.
Professionista dal 1919 al 1929, fu terzo nel Tour de France 1923, vanta inoltre sei successi di tappa ottenute nel corso delle otto partecipazioni alla Grande Boucle. Ottenne anche un secondo posto nel Grand Prix Wolber, considerato un antesignano dei campionati del mondo di ciclismo su strada, nel 1925.

## Carriera
Passato professionista nel 1919 ottenne subito diverse affermazioni, fra cui la vittoria del Circuito di Parigi. Nel 1920 prese parte al suo primo Tour de France dove ottenne un terzo posto nella quarta tappa, ma non concluse la corsa a causa del ritiro nel corso della settima tappa. In quella stagione vinse sei corse, fra cui la classifica generale e due tappe nel Critérium des Aiglons e fu inoltre settimo nella Parigi-Tours.
Nel 1921 vinse di nuovo il Circuito di Parigi e una tappa al Tour de France che però concluse ancora con un ritiro, mentre fra i vari piazzamenti un terzo posto nel campionato nazionale, un quinto nella Parigi-Roubaix e un settimo nella Parigi-Tours.
Nel 1922 fu quarto ai campionati nazionali e quinto nella Bordeaux-Parigi, vinse ancora una tappa al Tour de France e anche questa volta si ritirò.
Nel 1923 riuscì finalmente a concludere il Tour de France ottenendo anche quello che sarà il suo miglior risultato nella classifica generale finale, il terzo posto, e vinse anche una tappa. Fu poi secondo nel campionato nazionale e settimo alla Parigi-Tour, fu anche convocato per partecipare al Grand Prix Wolber considerato il campionato del mondo dell'epoca chiudendolo sesto.
Nel 1924 fu ottavo al Tour de France, dove vinse due tappe, quarto ai campionati nazionali, settimo alla Parigi-Tours e quinto al Grand Prix Wolber.
Nel 1925 vinse una tappa al Tour de France, chiuse al secondo posto il Grand Prix Wolber e ottenne piazzamenti nei primi dieci in diverse classiche come la Parigi-Bruxelles e la Parigi-Roubaix. Fu inoltre terzo nei campionati nazionali e vinse la prova multipla mista strada e pista italiana Giro della Provincia di Milano, corso in coppia con Achille Souchard.
Nel 1926 fu quinto nella Parigi-Strasburgo, nono nella Milano-Sanremo e quarto ancora al Grand Prix Wolber, mentre al Tour de France, concluso ancora con un ritiro, ottenne un secondo posto nella quinta tappa.
Nel 1927 ottenne un paio di successi, fra i quali quello nella Parigi-Lille, e diversi piazzamenti nei primi dieci in classiche francesi, fra tutti il quinto posto nella Parigi-Caen.
Anche il 1928 passò sulla stessa riga del precedente, si impose in due prove, fra cui nuovamente la Parigi-Lille. Il ritiro avvenne l'anno successivo, concluso con due piazzamenti significativi, quinto nella nona tappa del Tour de France e settimo nella Parigi-Tours.

## Palmarès
- 1919 (tre vittorie)

Circuit de Paris
3ª tappa Tour du Sud-Est (Gap > Valence)
5ª tappa Tour du Sud-Est (Montpellier > Marsiglia)
- 1920 (sei vittorie)

Parigi-Dunkerque
Parigi-Nancy
Circuit des villes d'eaux d'Auvergne
1ª tappa Critérium des Aiglons
2ª tappa Critérium des Aiglons
Classifica generale Critérium des Aiglons
- 1921 (Peugeot - Wolber, quattro vittorie)

Circuit de Paris
Circuito di la Creuse
2ª tappa Tour de France (Le Havre > Cherbourg)
1ª tappa Parigi-Sant Etienne (Parigi > Nevers)
- 1922 (Peugeot - Wolber, una vittoria)

2ª tappa Tour de France (Le Havre > Cherbourg)
- 1923 (Peugeot - Wolber, due vittorie)

Tour du Vaucluse
13ª tappa Tour de France (Strasburgo > Metz)
- 1924 (Peugeot - Wolber, due vittorie)

2ª tappa Tour de France (Le Havre > Cherbourg)
14ª tappa Tour de France (Metz > Dunkerque)
- 1925 (Alcyon - Dunlop, due vittorie)

Giro della Provincia di Milano (corsa a coppie con Achille Souchard)
2ª tappa Tour de France (Le Havre > Cherbourg)
- 1927 (Dilecta - Wolber, due vittorie)

Parigi-Lille
Coppa Martini & Rossi
- 1928 (Dilecta - Wolber, due vittorie)

Parigi-Lille
Parigi-Chateauroux

## Piazzamenti

### Grandi Giri
- Tour de France

1920: non partito (7ª tappa)
1921: ritirato (7ª tappa)
1922: ritirato (6ª tappa)
1923: 3º
1924: 8º
1925: 11º
1926: non partito (14ª tappa)
1929: ritirato (15ª tappa)

### Classiche monumento
- Milano-Sanremo

1926: 9º
- Parigi-Roubaix

1921: 5º
1923: ritirato
1924: 7º
1925: 7º
1927: 6º